# Alejandro Zaera
Alejandro Zaera Polo (Madrid, 1963) é um arquitecto espanhol fundador da Alejandro Zaera-Polo & Maider Llaguno Architecture (AZPML). Foi decano da Faculdade de Arquitetura da Universidade de Princeton e do Instituto Berlage de Roterdão. 